# 丹妮尔·布拉伯瑞

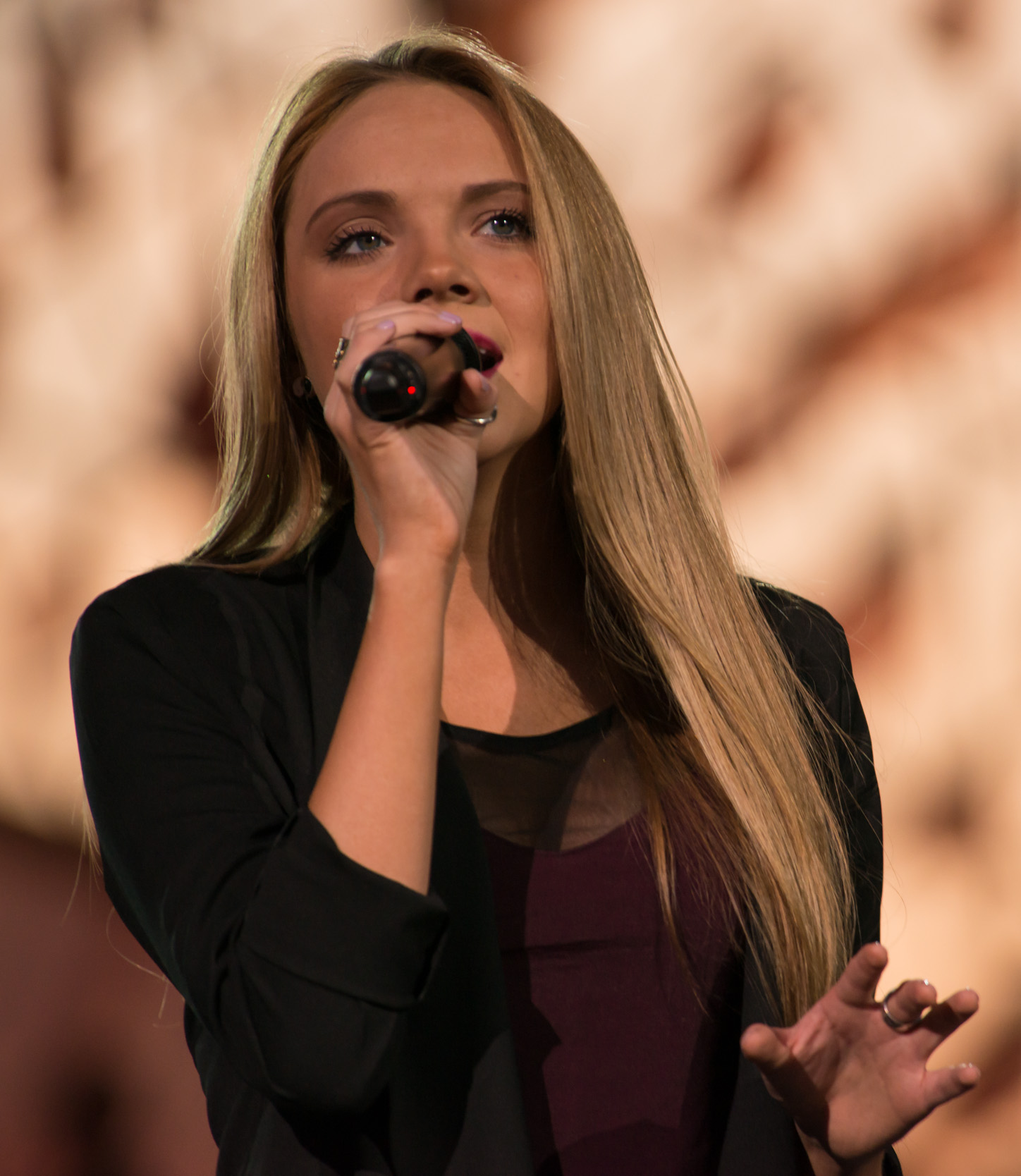

丹妮尔·布拉伯瑞（英語：Danielle Simone Bradbery，1996年7月23日—）是一位来自美国得克萨斯州赛普瑞斯的乡村音乐女歌手。2013年，她以NBC“美國之聲”第四季冠军出道，成为当时该节目最年轻的艺术家。布拉伯瑞的首张同名录音室专辑于2013年11月25日发布。